# 日野佳恵子
日野 佳恵子（ひの かえこ）は日本の実業家。島根県出身。

## 人物
島根県生まれ。武蔵野音楽大学声楽科中退。
1990年広島市にて株式会社ハー・ストーリィ設立。現在、本社、東京都港区六本木。
一般社団法人クチコミュニティ・マーケティング協会会長。一般社団法人プラチナエイジ推進協会理事。一般社団法人整理整頓マイスター協会理事。映画「恋する彼女、西へ」ではプロデューサーを務めた。

## 著書
- 『クチコミュニティ・マーケティング』（朝日新聞社）ISBN 4-02-257773-8
- 『クチコミだけでお客様が100倍増えた』（PHP研究所）ISBN 4-569-64096-6
- 『ワタシが主役が消費を動かす』（ダイヤモンド社）ISBN 978-4-478-01006-8
- 『クチコミュニティ・マーケティング　実践ノート』（日本実業出版社）ISBN 978-4-534-05123-3
- 『社長、女性のセンスを生かせなくて会社が伸びますか』（三笠書房）ISBN 4-8379-2205-8
- 『ファンサイトマーケティング』（ダイヤモンド社）ISBN 4-478-53037-8
- 『女性のためのもっと上手な話し方』（ディスカバートゥエンティ―ワン）ISBN 978-4-7993-1661-0
- 『しあわせを掴む起業のカタチ』（ダイヤモンド社）ISBN 978-4-478-02931-2